# Jakob Prandtauer

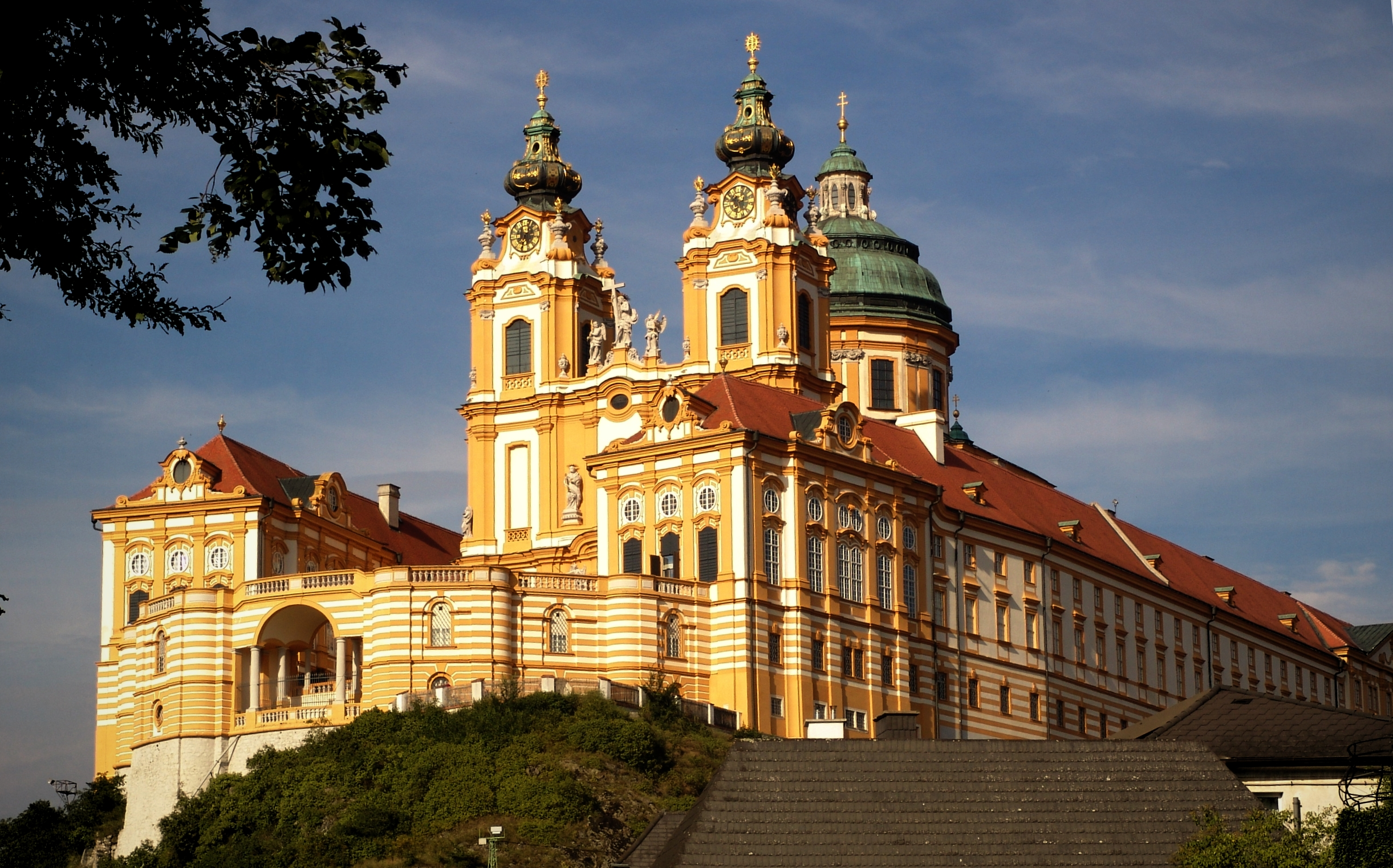
Jakob Prandtauer – Stift Melk

Jakob Prandtauer, döpt 16 juli 1660 i Stanz bei Landeck, död 16 september 1726 i Sankt Pölten, var en österrikisk arkitekt under barockepoken.
Hans mästerverk är benediktinerklostret Stift Melk (1702-1736), beläget på en brant udde vid Donau.